# Startrol
Een startrol is een rol waar een dragrace-motor met het achterwiel op wordt geplaatst om hem zodoende te starten. 
De rol kan eenvoudig worden aangedreven door er naast de motorfiets een aangedreven autowiel op te zetten. De startrol werd tot 1990 voornamelijk gebruikt bij motorsprint en dragrace. Tegenwoordig is een externe startmotor (die op een krukas-einde wordt gezet) verplicht, bij streetbike een normale startmotor. 
Racers van het wereldkampioenschap wegrace worden soms nog wel met een startrol onder het achterwiel gestart. De startrol wordt dan door een benzinemotortje aangedreven.